# Blatni potok (Bloke)
Blatni potok je potok, ki izvira na vzhodnem robu planote Bloke. Vzhodno od naselja Volčje se združi s potokom Runarščica, dalje tečeta pod imenom Bloščica, ki na zahodnem delu planote ponikne in se ponovno pojavi v pritokih Cerkniškega jezera.